# Monastère de Divostin
Le monastère de Divostin (en serbe cyrillique : Манастир Дивостин ; en serbe latin : Manastir Divostin) est un monastère orthodoxe serbe situé à Divostin, dans le district de Šumadija et sur le territoire de la Ville de Kragujevac en Serbie.
Le monastère de Divostin, dédié à l'Annonciation, se trouve à 6 km de Kragujevac. Il s'agit d'un monastère de femmes.

## Histoire
Selon certaines traditions, la fondation du monastère remonterait à l'Empire byzantin ; de fait une église située à Διβισισχον est mentionnée dans une charte de l'empereur Basile II organisant l'archevêché d'Ohrid mais il n'est pas certain que cette localité désigne celle de Divostin près de Kragujevac. Selon d'autres, il aurait été fondé à l'époque du despote serbe Stefan Lazarević, au début du XVe siècle. Peu de documents fiables témoignent de la vie du monastère du XVe jusqu'au début du XVIIIe siècle.
Vers 1739, l'église de Divostin fut brûlée par les Ottomans au moment de la quatrième guerre austro-turque. Elle fut reconstruite en 1873, grâce au soutien du monastère de Drača voisin. Endommagée pendant la Seconde Guerre mondiale et détruite en 1969, cette nouvelle église fut remplacée par un nouvel édifice construit sur des plans de l'architecte Dragomir Tadić et consacré en 1974. Un nouveau konak a été construit en 1986 sur des plans de l'architecte Radoslav Prokić.
Dans les années 1994-2002, Divostin a servi d'orphelinat pour des jeunes filles dont les parents étaient morts au cours des guerres de Yougoslavie.